# 296 Phaetusa
Phaetusa (asteroide 296) é um asteroide da cintura principal, a 1,8726425 UA. Possui uma excentricidade de 0,1597919 e um período orbital de 1 215,33 dias (3,33 anos).
Phaetusa tem uma velocidade orbital média de 19,95072737 km/s e uma inclinação de 1,74678º.
Esse asteroide foi descoberto em 19 de Agosto de 1890 por Auguste Charlois.